# Округи Уельсу
У 1974 році Уельс був переподілений для цілей місцевого самоврядування на тридцять сім округів. Округи були другим рівнем місцевого самоврядування, запровадженим Законом про місцеве самоврядування 1972 року, будучи підрозділами восьми округів, запроваджених одночасно. Цю систему дворівневого місцевого самоврядування було скасовано в 1996 році та замінено нинішньою системою унітарних головних областей.
Кожним округом керувала виборна окружна рада. Рада мала право клопотати про хартію про надання статусу містечка, після чого округ ставав районом, а районна рада — районною радою на чолі з мером. Крім того, району може бути надано листовий патент, який надає статус міста.
Список округів до 1974 року дивіться в списку сільських і міських округів Уельсу в 1973 році.

## Райони 1974–1996 рр
| Код | Округ                                                  | Статус                  | Графство            | Площа 1974                   | Оцінка чисельності населення 1974 | Оцінка чисельності населення 1992 | Штаб              | Наступник UA               |
| --- | ------------------------------------------------------ | ----------------------- | ------------------- | ---------------------------- | --------------------------------- | --------------------------------- | ----------------- | -------------------------- |
| GD4 | Аберконві                                              | Боро                    | Клуїд               | 149 738 акрів (605,97 км2)   | 49,730                            | 54,100                            | Лландидно         | Конві                      |
| C4  | Алін і Дісайд                                          | Округ                   | Клуїд               | 38 104 акри (154,20 км2)     | 68,280                            | 74,500                            | Гаварден          | Флінтшир                   |
| GD1 | Англсі                                                 | Боро                    | Гвінед              | 176 638 акрів (714,83 км2)   | 62,020                            | 69,300                            | Ллангевні         | Англсі                     |
| GD3 | Арфон                                                  | Боро                    | Гвінед              | 101 207 акрів (409,57 км2)   | 53,640                            | 56,100                            | Бангор            | Гвінед                     |
| GT3 | Бланау-Гвент                                           | Боро                    | Гвент               | 31 318 акрів (126,74 км2)    | 84,080                            | 76,900                            | Еббу-Вейл         | Бланау-Гвент, Монмутшир    |
| P3  | Брекнокшир                                             | Боро                    | Повіс               | 443 382 акри (1 794,30 км2)  | 37,120                            | 41,500                            | Брекон            | Повіс                      |
| SG1 | Кардіфф                                                | Місто                   | Південний Гламорган | 29 633 акри (119,92 км2)     | 285,760                           | 295,600                           | Кардіфф           | Кардіфф                    |
| D4  | Кармартен                                              | Округ                   | Дайфед              | 291 192 акри (1 178,41 км2)  | 49,910                            | 56,200                            | Кармартен         | Кармартеншир               |
| D1  | Кередігіон                                             | District                | Дайфед              | 443 182 акри (1 793,49 км2)  | 55,430                            | 67,900                            | Абериствіт        | Кередігіон                 |
| C1  | Колвін                                                 | Боро                    | Клуїд               | 136 566 акрів (552,66 км2)   | 45,990                            | 56,400                            | Колвін-Бей        | Конві, Денбігшир           |
| MG3 | Cynon Valley                                           | Боро                    | Середній Гламорган  | 44 639 акрів (180,65 км2)    | 69,630                            | 65,600                            | Абердер           | Ронта-Кінон-Тав            |
| C3  | Delyn                                                  | Боро                    | Клуїд               | 6 870 акрів (27,8 км2)       | 59,440                            | 69,700                            | Флінт             | Флінтшир                   |
| D6  | Dinefwr                                                | Боро                    | Дайфед              | 239 868 акрів (970,71 км2)   | 36,140                            | 38,700                            | Лландейло         | Кармартеншир               |
| GD2 | Dwyfor                                                 | Округ                   | Гвінед              | 152 753 акри (618,17 км2)    | 25,870                            | 27,300                            | Pwllheli          | Гвінед                     |
| C5  | Гліндур                                                | Округ                   | Клуїд               | 238 686 акрів (965,93 км2)   | 38,450                            | 42,000                            | Ратін             | Денбігшир, Повіс, Рексем   |
| GT2 | Ісвін                                                  | Боро                    | Гвент               | 24 362 акри (98,59 км2)      | 66,140                            | 67,200                            | Блеквуд           | Карфіллі                   |
| D5  | Лланеллі                                               | Боро                    | Дайфед              | 57 737 акрів (233,65 км2)    | 76,720                            | 74,600                            | Лланеллі          | Кармартеншир               |
| WG2 | Lliw Valley                                            | Боро                    | Західний Гламорган  | 52 818 акрів (213,75 км2)    | 57,460                            | 64,200                            | Пенллергаєр       | Ніт-Порт-Толбот, Суонсі    |
| GD5 | Мейріоннідд                                            | Округ                   | Гвінед              | 374 912 акрів (1 517,22 км2) | 30,830                            | 32,900                            | Долгеллау         | Гвінед                     |
| MG4 | Мертір-Тідвіл                                          | Боро                    | Середній Гламорган  | 27 584 акри (111,63 км2)     | 61,490                            | 60,100                            | Мертір-Тідвіл     | Мертір-Тідвіл              |
| GT5 | Монмут                                                 | Округ Borough from 1988 | Гвент               | 203 438 акрів (823,28 км2)   | 66,090                            | 76,700                            | Понтіпулa         | Монмутшир                  |
| P1  | Монтгомері, renamed Montgomeryshire 1986               | Округ                   | Повіс               | 510 109 акрів (2 064,34 км2) | 43,580                            | 53,700                            | Ньютаун           | Повіс                      |
| WG3 | Ніт                                                    | Боро                    | Західний Гламорган  | 50 971 акр (206,27 км2)      | 66,150                            | 66,300                            | Neath             | Ніт-Порт-Толбот            |
| GT1 | Ньюпорт                                                | Боро                    | Гвент               | 49 558 акрів (200,55 км2)    | 135,910                           | 137,200                           | Ньюпорт           | Ньюпорт                    |
| MG1 | Ogwr                                                   | Боро                    | Середній Гламорган  | 70 444 акри (285,08 км2)     | 126,570                           | 134,200                           | Брідженд          | Брідженд, Долина Гламорган |
| WG4 | Афан, renamed Port Talbot on 1 January 1986            | Боро                    | Західний Гламорган  | 37 371 акр (151,24 км2)      | 58,580                            | 51,100                            | Порт-Толбот       | Ніт-Порт-Толбот            |
| D2  | Preseli, renamed Preseli Pembrokeshire on 1 April 1987 | Округ                   | Дайфед              | 258 075 акрів (1 044,39 км2) | 61,700                            | 71,200                            | Гейверфордвест    | Пембрукшир                 |
| P2  | Реднор, renamed Radnorshire on 8 May 1989              | Округ                   | Powys               | 301 165 акрів (1 218,77 км2) | 18,670                            | 24,000                            | Лландріндод-Веллс | Повіс                      |
| MG2 | Рондда                                                 | Боро                    | Середній Гламорган  | 23 882 акри (96,65 км2)      | 87,710                            | 79,300                            | Pentre            | Ронта-Кінон-Тав            |
| C2  | Рудлан                                                 | Боро                    | Клуїд               | 26 860 акрів (108,7 км2)     | 49,920                            | 55,000                            | Ріл               | Денбігшир                  |
| MG5 | Долина Рімні                                           | Округ                   | Середній Гламорган  | 43 522 акри (176,13 км2)     | 103,800                           | 104,000                           | Хенгойд           | Карфіллі                   |
| D3  | Південний Пембрукшир                                   | Округ                   | Дайфед              | 134 640 акрів (544,9 км2)    | 37,060                            | 42,700                            | Pembroke Dock     | Пембрукшир                 |
| WG1 | Свонсі                                                 | Місто                   | Західний Гламорган  | 60 504 акри (244,85 км2)     | 190,370                           | 189,400                           | Суонсі            | Суонсі                     |
| MG6 | Taff-Ely                                               | Боро                    | Середній Гламорган  | 41 632 акри (168,48 км2)     | 86,880                            | 99,700                            | Понтипрідд        | Кардіфф, Ронта-Кінон-Тав   |
| GT4 | Торван                                                 | Боро                    | Гвент               | 31 258 акрів (126,50 км2)    | 88,870                            | 91,300                            | Понтіпул          | Торван                     |
| SG2 | Долина Гламорган                                       | Боро                    | Південний Гламорган | 73 198 акрів (296,22 км2)    | 106,490                           | 114,800                           | Баррі             | Долина Гламорган           |
| C6  | Рексем Мейлор                                          | Боро                    | Клуїд               | 90 569 акрів (366,52 км2)    | 106,800                           | 117,200                           | Рексем            | Рексем                     |